# Děpoltice
Děpoltice jsou malá vesnice, část městyse Dešenice v okrese Klatovy v Plzeňském kraji. Nachází se asi 3,5 kilometru východně od Dešenic. Je zde evidováno 36 adres. V roce 2011 zde trvale žilo čtyřicet obyvatel.
Děpoltice jsou také název katastrálního území o rozloze 3,37 km².

## Historie
První písemná zmínka o vesnici pochází z roku 1379.

## Obyvatelstvo
| Rok            | 1869 | 1880 | 1890 | 1900 | 1910 | 1921 | 1930 | 1950 | 1961 | 1970 | 1980 | 1991 | 2001 | 2011 | 2021 |
| -------------- | ---- | ---- | ---- | ---- | ---- | ---- | ---- | ---- | ---- | ---- | ---- | ---- | ---- | ---- | ---- |
| Počet obyvatel | 178  | 202  | 222  | 195  | 199  | 210  | 212  | 72   | 97   | 72   | 71   | 50   | 47   | 40   | 43   |
| Počet domů     | 31   | 32   | 32   | 30   | 29   | 30   | 33   | 34   | 31   | 14   | 21   | 20   | 23   | 21   | 25   |

## Obecní správa
Při sčítání lidu v letech 1850–1975 Děpoltice byly samostatnou obcí v okrese Klatovy. Od 1. ledna 1976 je částí městyse Dešenice v okrese Klatovy. V letech 1850–1879 k obci patřily Krotějov a Splž, v letech 1850–1899 a v letech 1950–1975  Datelov a Městiště, v letech 1850–1899 a od 1. července 1975 do 31. prosince 1975 Divišovice a v letech 1850–1909 a v letech 1950–1975 také Oldřichovice.

## Galerie

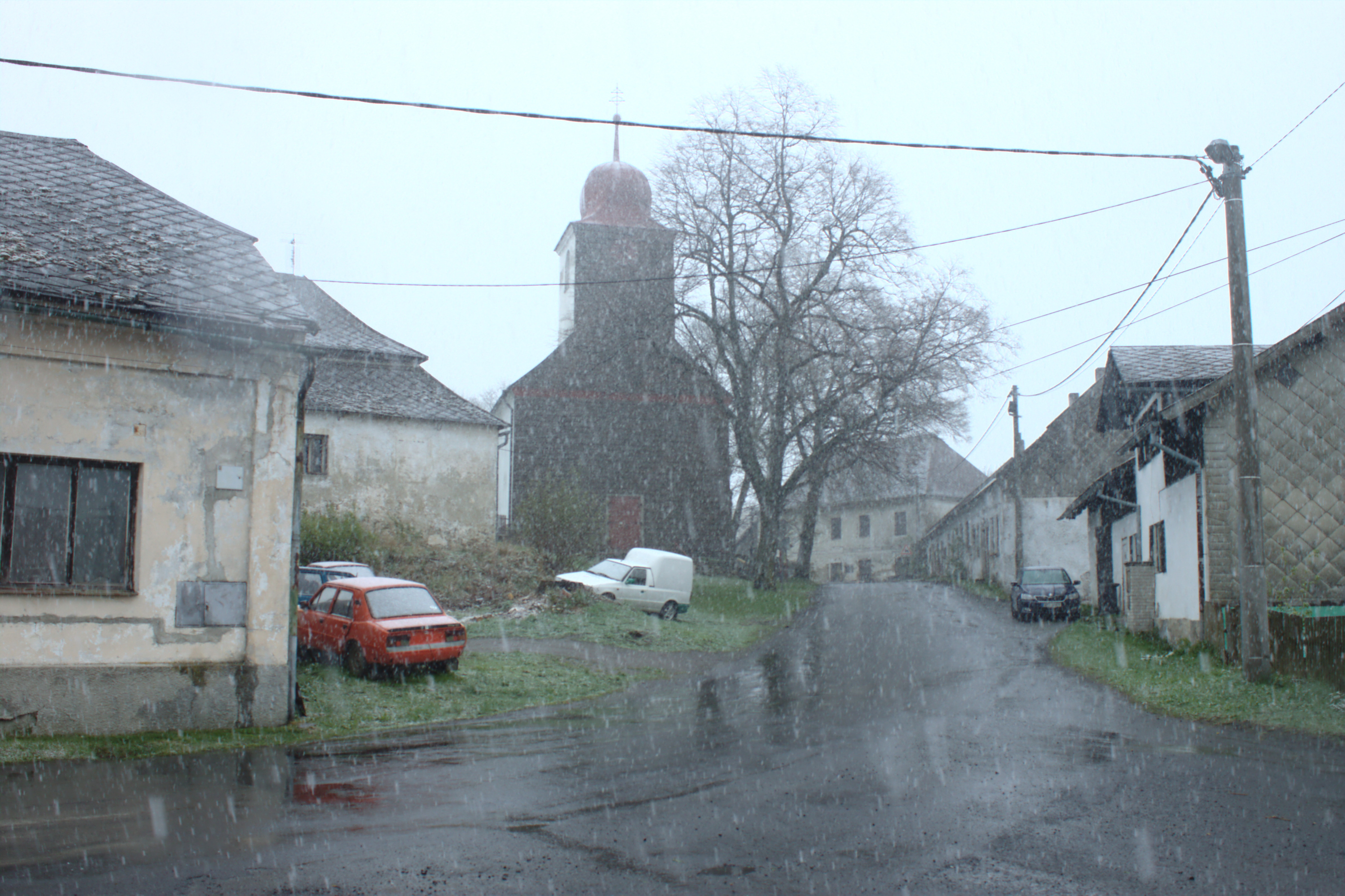
Pohled z návsi ke kostelu
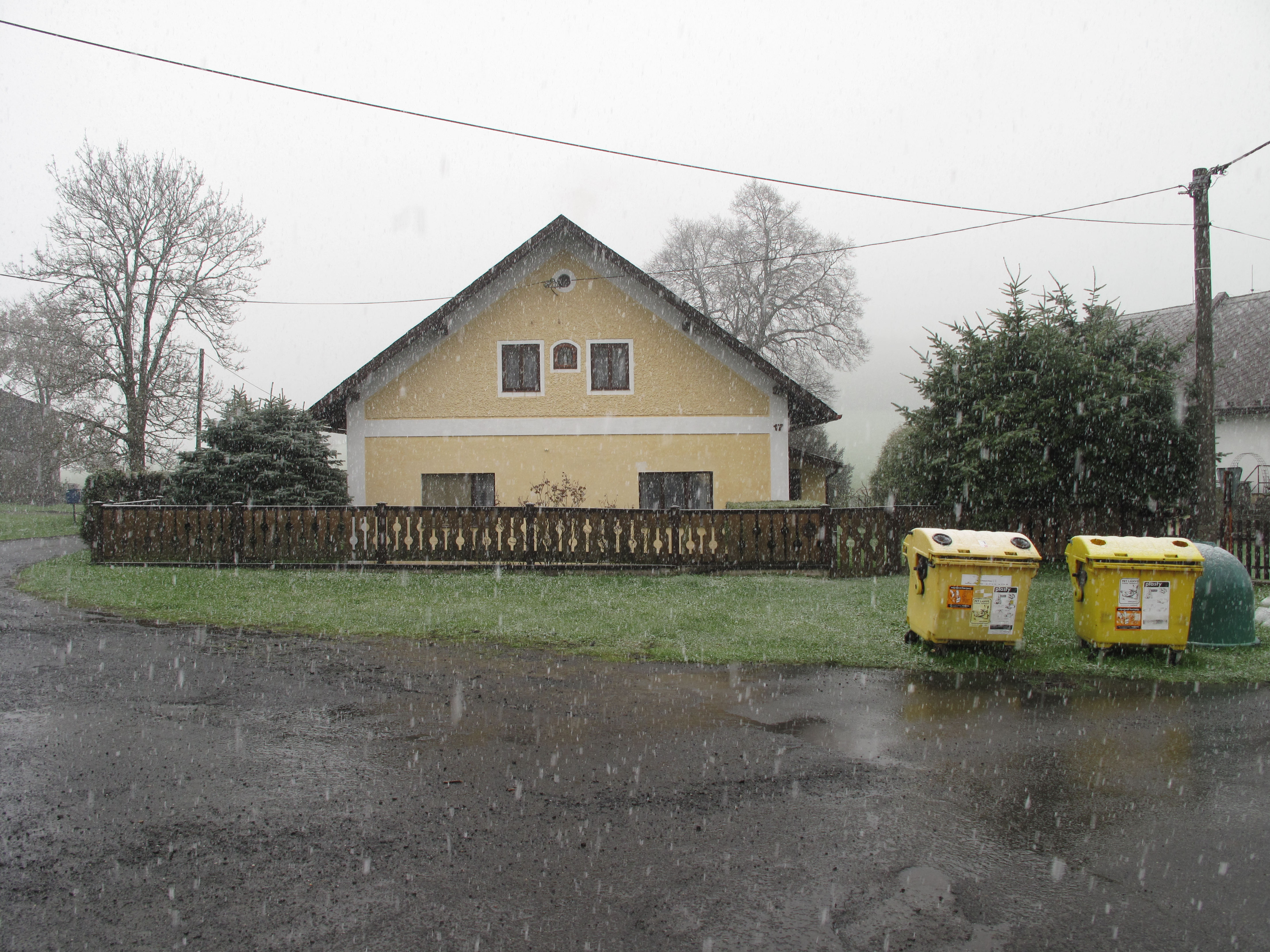
Jeden z domů
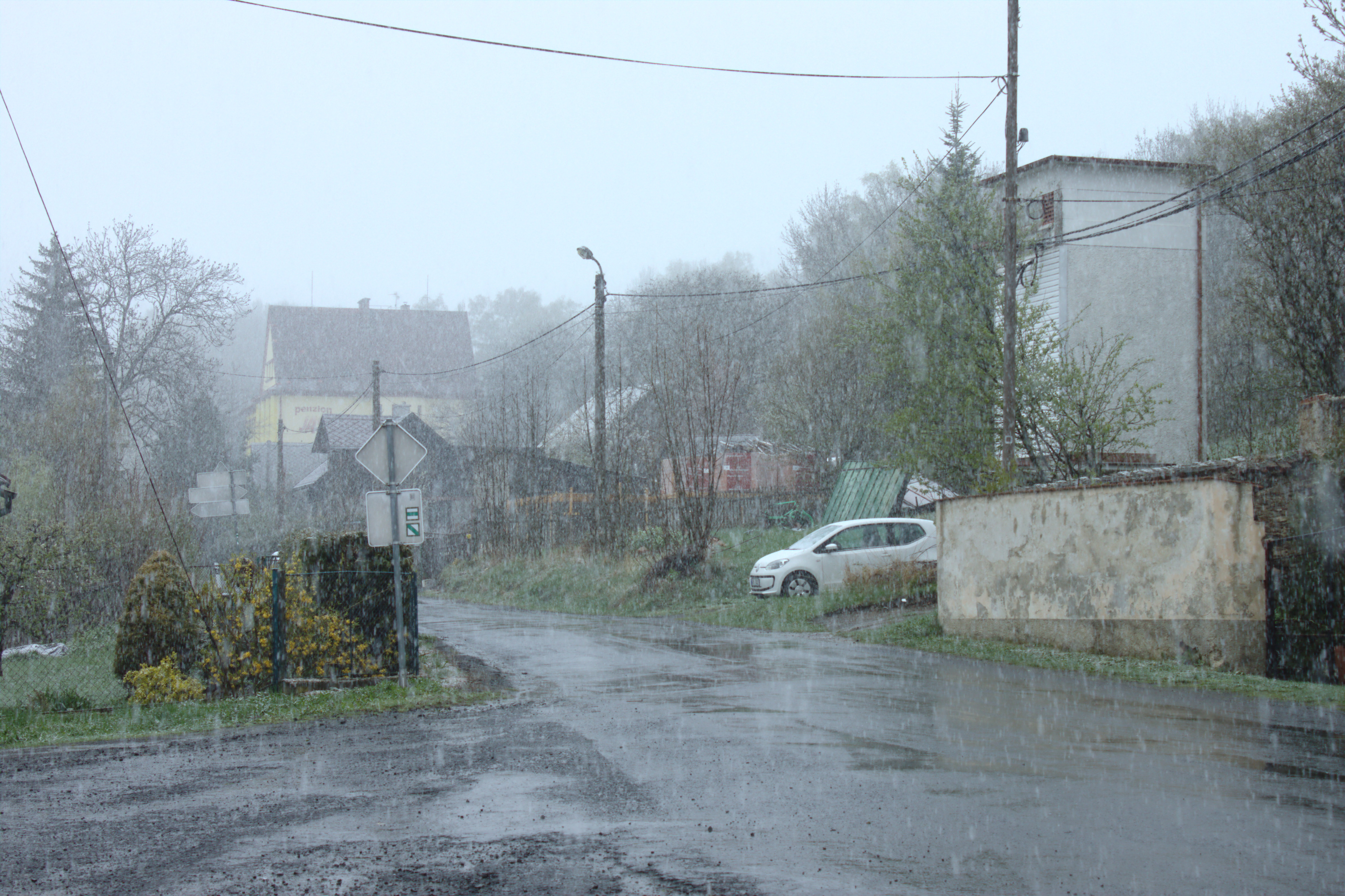
Hlavní silnice